# 알베르티나
알베르티나(독일어: Albertina)는 오스트리아 빈 인네레슈타트에 있는 미술관이다. 